# Abu al-Hassan al-Amiri
Al-ʿAmiri ou de son nom complet Abū l-Hasan Muhammad b. Yūsuf al-ʿĀmirı̄ (en arabe أبو الحسن العامري) est un philosophe musulman né vers 912 dans le Khorasan, en Perse, et mort en 992 dans la même région, à Nichapur,,.

## Biographie
Sa date de naissance n'est pas connue avec certitude,. On sait qu'il est né dans le Khorasan, peut-être à Nichapur. Il a été l'élève d'Abu Zayd al-Balkhi, lui-même disciple d'al-Kindi. Vers 996, il a séjourné quelques années à Ray, près de Téhéran, sous le patronage du vizir al-'Amid puis de son fils Abû al-Fath,. Il a séjourné au moins deux fois à Bagdad, vers 970 puis 974. Là, il a fréquenté les salons. Ses relations avec les philosophes et grammairiens de Bagdad semblent avoir été assez froides. Vers 980, il est retourné dans le Khorasan, où il a mené la vie errante des soufis,. Il a vécu à Bukhara, où il a pu profiter de la riche bibliothèque du vizir samanide Abû l-Husain al-'Utbi. Il est mort à Nichapur. Sa date de mort, le 6 janvier 992 (381 AH) est connue avec précision du fait qu'elle coïncide avec celle du théologien al-Muqri.

## Pensée
Sa pensée emprunte aux Grecs (théorie des quatre éléments), en particulier à Aristote (distinction entre mondes sublunaire et supralunaire, théorie des quatre causes) et aux néo-platoniciens. À ces derniers, il doit une conception hiérarchique de l'univers. Les êtres qui le constituent sont, du plus parfait au moins parfait : Dieu, incréé et créateur de tous les autres ; l'Intellect universel ; l'Âme universelle identifiée à la Sphère des sphères ; les sphères célestes ; les êtres composés des quatre éléments. L'Intellect universel est créé par Dieu ex nihilo (mawjud bi l-ibda). L'Âme universelle existe elle aussi par un acte de création, mais n'est pas tirée du néant (mawjud bi l-khalq). Les autres êtres n'existent pas par création, mais soit « par soumission » (mawjud bi l-taskhir) soit « par génération » (mawjud bi l-tawlid).
L'homme est composé de deux substances : l'âme et le corps, constitué de quatre éléments. Ces deux substances sont distinctes. L'âme peut gouverner le corps, mais elle peut aussi se laisser dominer par lui. Le corps n'est cependant pas conçu seulement comme une prison pour l'âme : c'est grâce à lui que l'âme peut avoir l'expérience du mal et connaître la distinction entre le bien et le mal,.
al-ʿAmirıi a traité le problème de la prédestination et du libre arbitre, qui a déchiré les théologiens musulmans, dans deux de ses ouvrages. Il tente d'apporter une solution moyenne à cette question, en s'appuyant sur la théorie aristotélicienne des quatre causes, et surtout en distinguant cause immédiate et cause lointaine. En dernière analyse, c'est toujours Dieu qui est la cause lointaine. Mais l'homme peut être cause immédiate de ses actions. Il n'exclut pas l'efficacité de l'influence des astres, ni de la magie.
Al-ʿĀmirı̄ a eu le souci de concilier foi et raison, et de justifier la pratique de la philosophie. Il s'efforce par exemple de faire coïncider la hiérarchie des êtres à des notions coraniques : l'Intellect universel est identifié à la Parole de Dieu, la Sphère des sphères au Trône de Dieu. Si ces identifications ne sont pas toujours argumentées, elles témoignent d'une volonté de concilier philosophie et religion. Le Kitab al-I'lam bi-manakib al-islam est une apologie de l'islam. Mais la démonstration de la supériorité de l'islam sur les autres religions y est effectuée à l'aide d'arguments rationnels, comme pour prouver aux oulemas que la philosophie n'est pas incompatible avec la foi.

## Postérité
Sa pensée n'a pas connu une grande postérité, sans doute éclipsée par celle d'Avicenne. Il a eu pour disciple Ibn Hindû.

## Œuvres
Dans son Kitab al-amad 'ala 'l-abad, al-'Amiri fournit la liste des livres qu'il a écrits sur des sujets tels que la métaphysique, la logique, la physique, la psychologie, la médecine, les rêves et le soufisme. Parmi eux, sept sont parvenus jusqu'à nous.
- Kitab al-amad 'ala 'l-abad, composé en 986. Ce « Livre sur la vie éternelle » révèle une forte influence du Phèdre de Platon.
- Kitab al-ibṣar wa 'l-mubsar (« La vision et le visible ») : sur la perception visuelle et l'optique.
- Inqadh al-bashar min al-jabr wa al-qadar (« La délivrance de l'humanité du problème de la prédestination et du libre arbitre »).
- Al-takrir li-awjuh (« Détermination des différents aspects de la prédestination »).
- Kitab al-I'lam bi-manakib al-islam : apologie de l'islam fondée sur des arguments rationnels. Mohammed Arkoun lui a consacré un article.
- Kitab al-fusul fı̄ l-Ma‘ālim al-ilāhı̄ya : (« Chapitres de métaphysique »), paraphrase des Éléments de théologie de Proclus.
- Al-Tabṣir li-awjuh al-ta'bir (sur l'interprétation des rêves)[2].

Il a eu un échange épistolaire avec Avicenne.
On lui a souvent attribué le Kitab al-sa'ada wa al-is'ad (Livre sur le bonheur et son acquisition), mais sa paternité est contestée,,.